# آروکتو
آروکتو (به مجاری: Ároktő) یک شهرداری در مجارستان است که در ناحیه مزوچات واقع شده‌است. آروکتو ۴۶٫۴۳ کیلومتر مربع مساحت و ۱٬۱۱۶ نفر جمعیت دارد.